# هيرمين (باد كاليه)
هيرمين، باد كاليه (بالفرنسية: Hermin)‏ هي بلدية تقع في إقليم باد كاليه من منطقة نور با دو كاليه في شمال فرنسا. تبلغ مساحة هذه المدينة 4.19 (كم²)، وترتفع عن سطح البحر 112 م، يبلغ عدد سكانها 216 نسمة حسب إحصاء المعهد الوطني للإحصاء والدراسات الاقتصادية سنة 2009 م. وترأس Micheline Gervais البلدية خلال فترة (2008-2014).